# Isomolgus desmotes
Isomolgus desmotes is een eenoogkreeftjessoort uit de familie van de Rhynchomolgidae. De wetenschappelijke naam van de soort is voor het eerst geldig gepubliceerd in 1988 door Dojiri.